# Franciszek Stroński
Franciszek Stroński (ur. 1 stycznia 1803 w Sasowie, zm. 13 kwietnia 1865 w Krakowie) – bibliotekarz, dyrektor Biblioteki Uniwersytetu Lwowskiego i Biblioteki Uniwersyteckiej w Krakowie.
Studiował filozofię we Lwowie i w Wiedniu, którą wykładał następnie we friulijskiej Gorycji na pograniczu słoweńskiej Krainy. Po powrocie do macierzystej uczelni – Uniwersytetu Lwowskiego – objął kierownictwo jej biblioteki, w randze cesarskiego radcy. Doprowadził do uporządkowania zbiorów, tworząc między innymi katalogi: alfabetyczny i rzeczowy. 30 czerwca 1859 roku mianowano go dyrektorem Biblioteki Uniwersyteckiej w Krakowie, w której przeprowadził scontrum, czyli inwentaryzację (policzenie zasobów oraz sprawdzenie ich lokalizacji), kontynuował wieloletnią restaurację budynku według projektu Karola Kremera. 
Pochowany został na cmentarzu Rakowickim. Obecnie jego grób nie istnieje. 